# Cleome coluteoides
Cleome coluteoides är en paradisblomsterväxtart som beskrevs av Pierre Edmond Boissier. Cleome coluteoides ingår i släktet paradisblomstersläktet, och familjen paradisblomsterväxter. Inga underarter finns listade i Catalogue of Life.